# Карло III Токко
Карло III Токко (1464—1518) — титулярный деспот Эпира и граф Кефалонии и Закинфа.

## Биография
Карло III Токко был старшим сыном Леонардо III Токко и Милицы Бранкович, дочери Лазаря Бранковича. Отец Карло был последним правящим деспотом Эпира, потерявшим свои последние земли в Греции в 1479 году в результате завоевания Османской империей.
После завоевания государства его семья уехала в Италию, где правил неаполитанский король Фердинанд I, который предоставил Леонардо пенсии и феодальные владения в Италии, они не были достаточно процветающими, чтобы содержать его, его окружение и его семью. Прошло совсем немного времени, прежде чем Леонардо оказался в большом долгу и потерял большую часть полученных им владений. 29 февраля 1480 года Леонардо, его братья и Карло прибыли в Рим в поисках денег у папы Сикста IV. Леонардо получил в Риме более щедрую пенсию в размере 2000 золотых монет и снял дом между Боттеге Оскуре и Виа Пелличчариа. После смерти Леонардо в какой-то момент понтификата папы Александра VI, Карло продолжал жить в Риме и служил там капитаном Священной коллегии.
После смерти своего отца, Карло также сражался в войсках императора Священной Римской империи Максимилиана I. Карло умер в своем доме на виа Сан-Марко в 1518 году.

## Семья
Карло был женат на Андронике Арианити, дочери Константина Арианити, самопровозглашенного титулярного «принца Македонии» и «герцога Ахейского». Претензии Карло были продолжены его единственным ребёнком и Андроники, сыном Леонардо IV Токко, родившимся где-то в 1510-х годах.

## Генеалогия